# Mariene ecoregio Noordelijke en Oostelijke Barentszzee
De Mariene ecoregio Noordelijke en Oostelijke Barentszzee (18) (Engels: North and East Barents Sea marine ecoregion) is een biogeografische regio en ligt in de overgang van de Noordelijke IJszee naar de Noord-Atlantische Oceaan in het Marien rijk Arctica. De mariene ecoregio is vastgesteld door het World Wide Fund for Nature en The Nature Conservancy en is vernoemd naar de Barentszzee.
In het oosten grenst het gebied aan de mariene ecoregio Karazee (17), in het zuiden aan de mariene ecoregio Witte Zee (19) en in het zuidwesten aan de mariene ecoregio Noordelijk Noorwegen en Finnmark (23).

## Geografie
De mariene ecoregio ligt in de overgang van de Noordelijke IJszee naar de Noord-Atlantische Oceaan voor een stuk noordkust van Rusland en rond de eilandengroepen Spitsbergen en Frans Jozefland en de westkust van Nova Zembla. Het gebied ligt voor de noordkust van de autonome okroeg Nenetsië in de Barentszzee en de Petsjorazee.
Door het gebied stroomt aan de westkant van Spitsbergen de West-Spitsbergenstroom, aan de oostkant de Oost-Spitsbergenstroom, de Noordkaapstroom en de Moermanstroom.

## Biogeografie
Het gebied kent zeeleven dat houdt van arctische temperaturen.